# Романяно Сезия
Романя̀но Сѐзия (на италиански: Romagnano Sesia; на пиемонтски: Rumagnän, Руманян) е малко градче и община в Северна Италия, провинция Новара, регион Пиемонт. Разположено е на 268 m надморска височина. Населението на общината е 4008 души (към 2010 г.).